# Transhumance

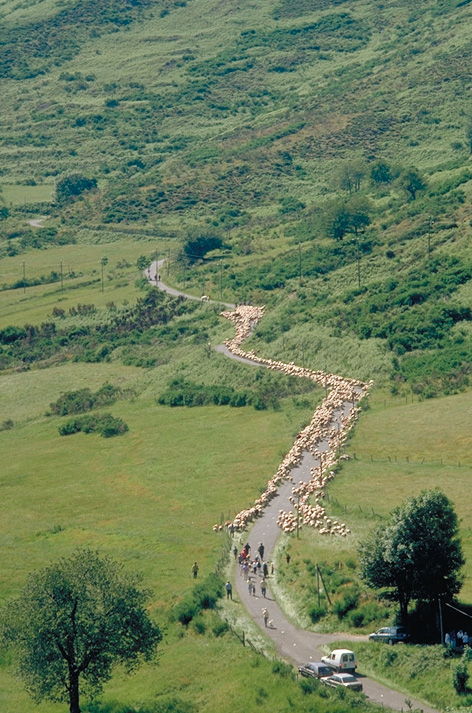
Verplaatsing van vee

Transhumance (Latijn: trans, over en humus, grond) of veetrek is de verticale verplaatsing van vee, typisch voor hoger gelegen weiden in de zomer en lager gelegen dalen in de winter. De boeren wonen in principe permanent in dalen, in vaste huizen. Alleen de kudden en hun directe verzorgers verplaatsen zich.
Andere studies beschouwen nomadisme als een vorm van transhumance, omdat vee door hele families of stammen verplaatst wordt over aanzienlijke afstanden om de noodzakelijke planten te vinden in de verschillende seizoenen. De nomaden zelf leven in tijdelijke of verplaatsbare woningen.

## Transhumance in Europa
Ook tegenwoordig leven in Europa nog veel mensen op deze manier, met name in de bergketens zoals de Alpen, op de Balkan, in de Pontus en in de Kaukasus. Hoewel veel mensen hun traditionele leven in deze streken verlieten gedurende de 20e eeuw, zijn er nog altijd kenmerken van verplaatsing met de seizoenen van bewoners tussen de verschillende dorpen merkbaar. Het vee is hier steeds minder vaak de doorslaggevende factor in; vaker heeft het met seizoensgebonden werk te maken, zoals in de wintersporttoerisme of natuurtoerisme. In het laagseizoen vindt men werk in grotere, lager gelegen dorpen en steden, terwijl men in het hoogseizoen voor eigen vertier of inkomen naar de hogere weiden trekt. Sinds de introductie van de auto op het platteland zijn de traditionele minuscule paden tussen de weiden vaak in onbruik geraakt.

### Vorarlberg (Oostenrijk)

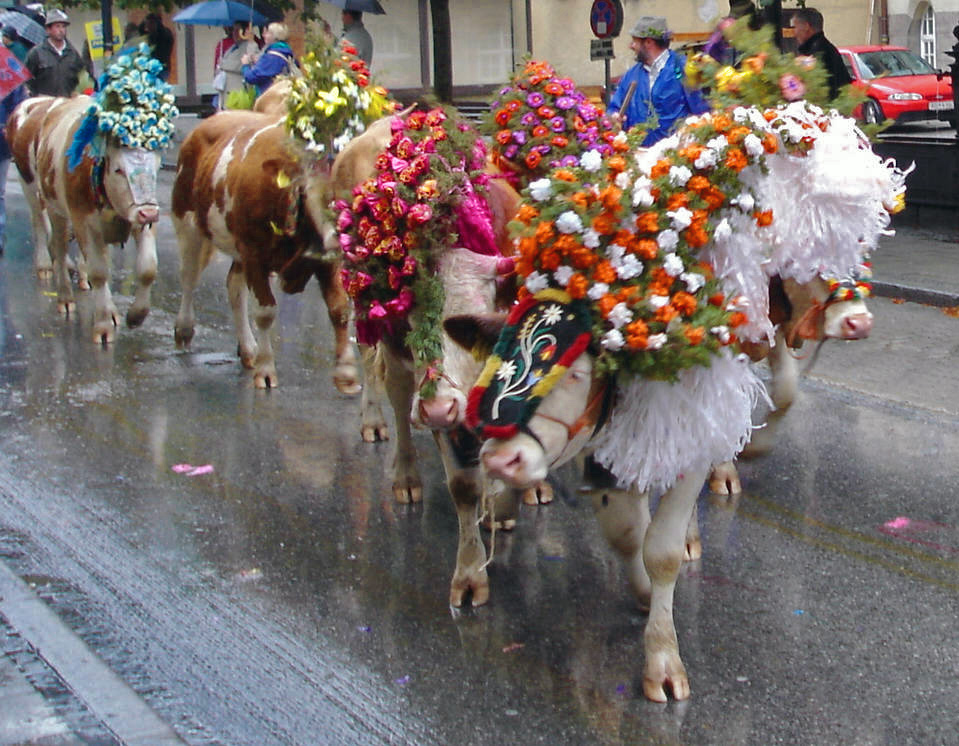
Vee bij Almabtrieb in Kufstein (Oostenrijk)

De Alpine transhumance, ofwel bergweidecultuur, is basis van de traditionele kaasmakerij in Vorarlberg en leidde tot de vorming van een kaascultuur in Vorarlberg. Boeren drijven hun vee naar plaatsen waar voer verkrijgbaar is. Ze wisselen dus jaarlijks enkele keren van stallen naargelang van het seizoen. Alpine Transhumance wordt in het Duits "Dreistufenwirtschaft" genoemd omdat de bergweides in drie etappen worden beheerd (Vorsäß/Maisäß – Hochalpe – Alpabtrieb).
De Vorarlbergse bergweidecultuur zorgt ervoor dat koeien op grond van hun bijzondere voeding een aromatische melk van hoge kwaliteit geven, de zogenoemde Heumilch ("hooimelk"). Het gebruik van hooimelk bij de kaasmakerij draagt bij tot de markante smaak die meer dan 30 regionale kazen bepaalt, waaronder de Vorarlberger Alpkäse en de Vorarlberger Bergkäse. De UNESCO verklaarde de bergweidecultuur in het Bregenzerwald in 2011 tot immaterieel cultureel erfgoed. Dankzij subsidies kan de traditionele bergweidecultuur ook in de 21e eeuw verder bestaan (zie het initiatief Käsestraße Bregenzerwald).